# Demoparty

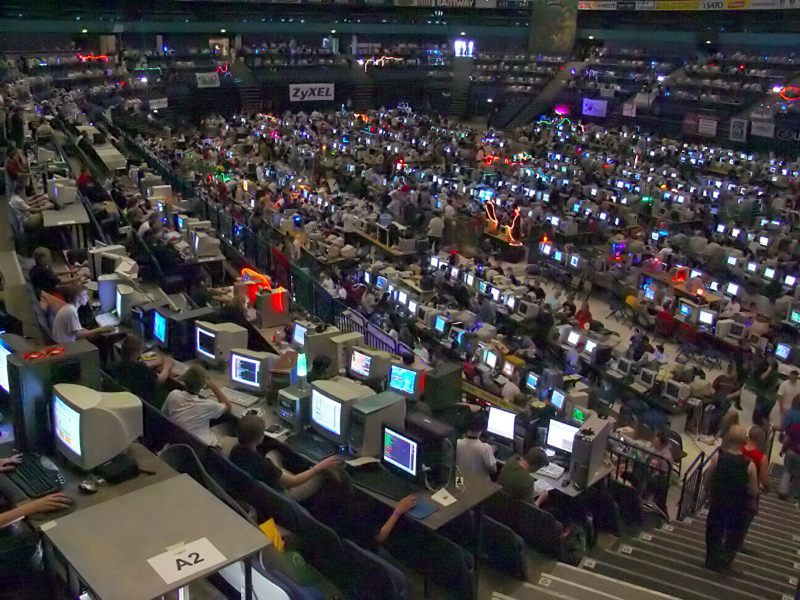
Assembly w 2004 roku w Helsinkach.

Demoparty (do połowy lat 90. – copy party), w skrócie party – spotkanie ludzi związanych z demosceną komputerową, połączone z pokazem prac na pograniczu informatyki i szeroko pojętej sztuki elektronicznej: od muzyki przez grafikę po multimedialne prezentacje i animacje czasu rzeczywistego.
Demoparty są organizowane oddolnie przez grupy osób działających na demoscenie. Party zazwyczaj trwa od dwóch do pięciu dni, wstęp czasem wymaga rejestracji i wniesienia symbolicznej opłaty pokrywającej koszty organizacji. Punktem kulminacyjnym spotkania jest prezentacja prac w różnych kategoriach konkursowych.
Pierwsze party odbywały się w latach 80. na zachodzie Europy wraz z ukształtowaniem się demosceny jako zjawiska. W Polsce za pierwszy tego typu zlot uznaje się Gdyńskie Copy Party w 1991 r. (patrz tabela). Za największe międzynarodowe demoparty (pod względem liczby uczestników i prac wystawianych w konkursach) uznawane jest Revision odbywające się od 2011 r. w Saarbrücken.
W połowie lat 90. w Polsce copy party wykształciły swój charakter, ogólne zasady organizacji imprez oraz slang, którym posługują się osoby uczestniczące w demoparty. Demoscenowy socjolekt w znacznej mierze czerpie ze specjalistycznego słownika informatyki i jest przesycony anglicyzmami. Specyficzne słownictwo dotyczy zarówno opisu społeczności, jak i prezentowanych prac (tzw. prodek), zasad konkursów (tzw. compo), technik twórczych (np. tracking, render, pixelowanie, samplowanie) i tradycyjnych reakcji podczas konkursów (np. suxx jako wyraz dezaprobaty, rulez jako aprobata).
Zasady związane z demoparty dotyczą przede wszystkim kategorii prac zgłaszanych do konkursów. Prace muszą być oryginalne, niepublikowane wcześniej, stworzone przez konkretną osobę lub grupę, często na konkretną platformę sprzętową. Zasady konkursów, dostępne platformy sprzętowe i lista kategorii konkursowych danego party są publikowane z wyprzedzeniem. Zgłoszone prace są najczęściej poddawane selekcji. Złamanie zasad najczęściej kończy się dyskwalifikacją pracy, a wystawienie pracy nieoryginalnej – utratą prestiżu w społeczości. Podczas konkursów prace są oceniane przez publiczność, najlepsze są nagradzane symbolicznie lub materialnie. Niektóre zwyczaje i tradycje demoparty nie są zawarte w oficjalnych regulaminach i są przekazywane wewnątrz społeczności podczas spotkań na żywo.
Istotną funkcją demoparty, oprócz organizacji sformalizowanej konkurencji twórczej i technicznej, jest tworzenie przestrzeni na wymianę doświadczeń oraz przekazywanie specyficznych umiejętności związanych z twórczością demoscenową i warunkami technicznymi platform sprzętowych.

## Kategorie konkursowe
Kategorie konkursowe podczas demoparty mają zaprezentować umiejętności programistyczne, muzyczne, graficzne i designerskie. Tradycyjne kategorie to:
- demo compo – prezentacje audiowizualne generowane w czasie rzeczywistym, stworzone na konkretną platformę sprzętową lub programową, zazwyczaj przez grupę osób o różnych kompetencjach,
- intro compo – prezentacje audiowizualne generowane w czasie rzeczywistym, o ograniczonej wielkości kodu wykonywalnego,
- gfx/graphics compo – prace graficzne stworzone w różnych technikach (np. pixel, freestyle, ASCII),
- msx/music compo – prace muzyczne stworzone w różnych technikach (np. chip, tracked),
- wild compo – prace niezakwalifikowane do innych kategorii, wykonane nietypową techniką itp.

Kategorie mogą zostać dodane lub podzielone ze względu na konkretne techniki, platformy sprzętowe, liczbę nadesłanych prac lub według uznania organizatorów party.

## Demoparty w Polsce
| Nazwa party                                     | Lokalizacja | Rok (lata)               | Organizator | Data party |
| ----------------------------------------------- | --- | ------------------------ | --- | --- |
| Abstract                                        | Gliwice | 2001–2005                | | 2001 r. 12–13 października 2002 r. 2003 r. 8–10 października 2004 r. 2005 r. |
| Addict Anniversary                              | Warszawa | 2001                     | Addict | 23–24 marca 2001 r. |
| AmiParty                                        | Chełm | 2006–                    | CHAL | Winter Edition (zima) Summer Edition (lato) 6–8 lutego 2015 r. 14–16 sierpnia 2015 r. 19–21 lutego 2016 r. 12–14 sierpnia 2016 r. 17–19 lutego 2017 r. 11–13 sierpnia 2017 r. 2–4 lutego 2018 r. 17–19 sierpnia 2018 r. 16–18 sierpnia 2019 r. 7–9 lutego 2020 r. 10–12 września 2021 r. 4–6 marca 2022 r. 9–11 września 2022 r. 26–28 maja 2023 r.                                     |
| Asphyxia                                        | Głogów | 1993                     | Asphyxia | 26–28 sierpnia 1993 r. |
| Astrosyn                                        | Koszalin | 1997, 1999               | Astrosyn Staff | 13–14 grudnia 1997 r. 20–21 marca 1999 r. |
| Commodore Copy Party w Koninie                  | Konin | 1992                     | | |
| Computer Art Festival                           | Bydgoszcz | 1995                     | Dark Legions i Tilt | 29–30 lipca 1995 r. |
| Delirium                                        | Bukowno | 1996                     | Amnesty (Warlock, Brach, Chester, Icek) | 16–17 lipca 1996 r. |
| Decrunch                                        | Wrocław | 2015–                    | Dreamweb | 23–24 maja 2015 r. 20–22 maja 2016 r. 2–4 czerwca 2017 r. 29 czerwca–1 lipca 2018 r. 14–16 czerwca 2019 r. 31 lipca–2 sierpnia 2020 r. 21–23 października 2022 r. 23–25 czerwca 2023 r. |
| Eastern Conference                              | Białystok | 1995                     | Ladybird Design | 29–30 kwietnia 1995 r. |
| Elysium & Antia                                 | Tarnów | 1993                     | Elysium, Antia | 28–30 grudnia 1993 r. |
| Gdyńskie Copy Party                             | Gdynia | 1991                     | Joker i Luzers | 16–17 października 1991 r. |
| Gelloween                                       | Bydgoszcz | 1994                     | Tilt, Gel Design | 12–13 listopada 1994 r. |
| Gravity                                         | 1996–1997: Opole 1998–1999: Turawa                                                                                          | 1996–1999                | 1996: Anadune 1997: Anadune i Amnesty 1998: Anadune 1999:                                                                                                  | 9–10 listopada 1996 r. 29–30 sierpnia 1997 r. 28–30 sierpnia 1998 r. 3–5 września 1999 r. |
| Horizon                                         | Wrocław | 1999–2000                | | 24–26 września 1999 r. 8–9 lipca 2000 r. |
| Intel Outside                                   | 1994–1996: Warszawa 1997: Włocławek 1998: Warszawa                                                                          | 1994–1997                | 1994–1996: Union 1998: Union | 12–13 września 1994 r. 29–30 sierpnia 1995 r. 30–31 sierpnia 1996 r. 26–27 kwietnia 1997 r. 24–25 sierpnia 1998 r. |
| Ironia                                          | Wysoka | 2015–2018                | Iron | 25–27 września 2015 r. 16–18 września 2016 r. 11–13 sierpnia 2017 r. 3–5 sierpnia 2018 r. |
| Lost Party                                      | Licheń Stary | 2019–                    | Tristesse + SuperNoise | 11–14 lipca 2019 r. 9–12 lipca 2020 r. 8–11 lipca 2021 r. 7–10 lipca 2022 r. 6–9 lipca 2023 r. |
| Menhir Copy Party                               | Oświęcim | 1995                     | Menhir | 3 lipca 1995 r. |
| Mountain Beer 1992 r. Mountain Congress 1993 r. | Żywiec | 1992–1993                | 1992: Grace PL 1993: Applause | 27–28 czerwca 1992 r. 1–3 maja 1993 r. |
| North Party                                     | Bartoszyce | 1997–2000 2002–2003 2006 | 1999: Sebaloz | 7–9 lutego 1997 r. 31 lipca – 1 sierpnia 1998 r. 5–7 lutego 1999 r. 6–8 sierpnia 1999 r. 27–29 grudnia 1999 r. 4–6 sierpnia 2000 r. 4–8 października 2002 r. 1–3 sierpnia 2003 r. 18–20 sierpnia 2006 r. |
| Polish Autumn                                   | Poznań | 1993                     | Mad Elks, FCI, Dioxide | 23–24 października 1993 r. |
| Polish Summer                                   | Poznań | 1996                     | Flying Cows Ins. | 22–23 czerwca 1996 r. |
| Primavera                                       | Starachowice | 1994–1995                | 1994: Illusion, Bombel Ind., Termos of Union, Beta Team 1995: Pit i Magor                                                                                  | 11–12 marca 1994 r. 11–12 marca 1995 r. |
| Próba Generalna (G-Party)                       | Ostrowiec Świętokrzyski | 1995–1997                | Adrar Design, Amnesty, Absence | 28 stycznia 1996 r. 15–16 lutego 1997 r. |
| QuaST                                           | 1995–1997: Orneta 1998: Elbląg 2003–2005: Orneta                                                                            | 1995–1998 2003–2005      | QuaST Club | 4–6 sierpnia 1995 r. 2–4 sierpnia 1996 r. 1–3 sierpnia 1997 r. 7–9 sierpnia 1998 r. 1–3 sierpnia 2003 r. 29 lipca – 1 sierpnia 2004 r. 27–31 lipca 2005 r. |
| Riverwash / We Can                              | 2007–2008: Szymocice 2009–2010: Warszawa 2011: Łódź 2012–2013: Łódź (WeCan) 2014: Racibórz 2015: Kraków 2016–2018: Katowice | 2007–2018                | do 2011: Fei, V0yager, Tygrys, V-12 | 24–26 sierpnia 2007 r. 3–5 września 2010 r. 2–4 września 2011 r. 14–16 września 2012 r. 20–22 września 2013 r. 19–21 września 2014 r. 4–6 września 2015 r. 2–4 września 2016 r. 1–3 września 2017 r. 31 sierpnia – 2 września 2018 r. |
| Rush Hours                                      | Częstochowa | 1997–1999                | 1997: Freezers i Shadows 1998: Freezers, Pulse, Shadows i Samar, 1999:                                                                                     | 22–23 lutego 1997 r. 25–26 kwietnia 1998 r. 1999 r. |
| Satellite                                       | Szczecin | 1998–2000                | Appendix | 7–8 listopada 1998 r. 13–14 listopada 1999 r. 4–5 listopada 2000 r. |
| Silesia Party                                   | Katowice (2007) Czeladź (2008–2010) Będzin (2011, 2013) Częstochowa (2012) Tychy (2017)                                     | 2007–2011 2013 2017–2018 | 2007: Bober, Raf, Volcano, Ramos 2008–2009: Raf, Volcano 2010–2011, 2013: Raf, Volcano, Odyn 2012: CJ Warlock, Volcano 2017: Raf, SuperNoise, Odyn, Kisiel | 6–8 lipca 2007 r. 15–18 sierpnia 2008 r. 18–20 września 2009 r. 17–19 września 2010 r. 30 października – 2 listopada 2011 r. 29 czerwca – 1 lipca 2012 r. 5–7 lipca 2013 r. 23–25 czerwca 2017 r. 15–17 czerwca 2018 r. |
| Silly Venture                                   | Gdańsk | 2000, 2004 2010–         | Grey/Mystic Bytes | 21–24 kwietnia 2000 r. 17–19 grudnia 2004 r. 10–12 grudnia 2010 r. 10–13 listopada 2011 r. 7–9 grudnia 2012 r. 8–11 listopada 2013 r. 5–7 grudnia 2014 r. 11–13 listopada 2016 r. 8–10 grudnia 2017 r. 12–14 listopada 2018 r. 6–8 grudnia 2019 r. 20–22 sierpnia 2021 r. 10–12 grudnia 2021 r. 12–14 sierpnia 2022 r. 8–11 grudnia 2022 r. 17–20 sierpnia 2023 r. 7–10 grudnia 2023 r. |
| Skylight / Crazy Boys Copy Party                | Szczecin | 1992                     | Skylight, Crazy Boys | 28–29 grudnia 1992 r. |
| Speccy.pl Party                                 | Warszawa | 2015–                    | Speccy.pl, Tygrys + friends | 13 czerwca 2015 r. 16 kwietnia 2016 r. 26 sierpnia 2017 r. 14 kwietnia 2018 r. 20 października 2018 r. 6 kwietnia 2019 r. 23 kwietnia 2022 r. 16–17 września 2023 r. |
| Spring Meeting                                  | Chojnów | 1994                     | Nipson, Caution i Jakec / Ind | 20–22 maja 1994 r. |
| Symphony                                        | 2001: Trzcianka 2002: Tuczno 2003–2004: Poznań 2005: Trzcianka 2006: Piecnik                                                | 2001–2006                | 2001: Prototype + friends 2002: Prototype + friends 2003–2006: Madwizards + Prototype + friends                                                            | 14–16 września 2001 r. 3–7 lipca 2002 r. 4–6 lipca 2003 r. 9–11 lipca 2004 r. 26–28 sierpnia 2005 r. 25–27 sierpnia 2006 r. |
| Warszawskie Copy Party                          | Warszawa | 1992                     | Action Direct, G-Force i Katharsis | 28–29 marca 1992 r. 6–8 listopada 1992 r. |
| Visual Party X-MAS – nazwa późniejsza           | Tarnów | 1994–1995                | | 28–29 grudnia 1994 r. 28–29 grudnia 1995 r. |
| Xenium                                          | 1999: Włocławek 2019, 2021, 2022: Katowice 2023: Łódź                                                                       | 1999 2019–               | Xenium Orga Team (Borys et al) | 10–11 lipca 1999 r. 30 sierpnia–1 września 2019 r. 27–29 sierpnia 2021 r. 26–28 sierpnia 2022 r. 25–27 sierpnia 2023 r. |

## Wybór demoparty na świecie
| Nazwa party                                   | Lokalizacja                                     | Lata            | Uwagi                                                                                |
| --------------------------------------------- | ----------------------------------------------- | --------------- | ------------------------------------------------------------------------------------ |
| Assembly                                      | Finlandia, Helsinki                             | 1992–           |                                                                                      |
| BCN Party                                     | Hiszpania, Barcelona                            | 2000–           |                                                                                      |
| Bizarre                                       | Holandia, Etten-Leur                            | 1994–2000       | Pierwsza edycja miała miejsce w mieście Nijmegen, pozostałe w Etten-Leur.            |
| Breakpoint                                    | Niemcy, Bingen am Rhein                         | 2003–2010       | Kontynuacja party Mekka & Symposium.                                                 |
| Chaos Constructions                           | Rosja, Petersburg                               | 1999–2001 2004– |                                                                                      |
| Euskal Encounter                              | Hiszpania, Barakaldo                            | 1994–           | Także LAN party.                                                                     |
| Evoke                                         | Niemcy, Kolonia                                 | 1997–           |                                                                                      |
| Flashparty                                    | Argentyna, Buenos Aires                         | 1998–2007       |                                                                                      |
| Forever                                       | Słowacja, Horná Súča                            | 2000–           |                                                                                      |
| Function                                      | Węgry, Budapeszt                                | 2003–           |                                                                                      |
| The Gathering                                 | Norwegia, Hamar                                 | 1991–           | Z czasem rozszerzono formułę o LAN party                                             |
| Inércia                                       | Portugalia, Porto                               | 2001–           |                                                                                      |
| Kindergarden                                  | Norwegia, Haga                                  | 1995–           |                                                                                      |
| Mekka & Symposium                             | Niemcy, Bad Fallingbostel                       | 1996–2002       |                                                                                      |
| North American International Demoparty (NAID) | Kanada, Longueuil w stanie Quebec.              | 1995–1996       | Historycznie pierwsze party zorganizowane w Ameryce Północnej.                       |
| Outline                                       | Holandia, Braamt                                | 2004–           |                                                                                      |
| Pilgrimage                                    | Stany Zjednoczone, Salt Lake City w stanie Utah | 2003–2005       |                                                                                      |
| PixelShow                                     | Grecja, Patras                                  | 2005, 2007      | Kontynuacja party React.                                                             |
| React                                         | Grecja, Patras                                  | 2002–2004       |                                                                                      |
| Revision                                      | Niemcy, Saarbrücken                             | 2011–           | Kontynuacja party Breakpoint. Uznawane za największą imprezę demoscenową na świecie. |
| Saturne Party                                 | Francja, Paryż                                  | 1993–1997       |                                                                                      |
| Scene Event                                   | Dania, Harridslev                               | 2000–2005       | Wcześniej znane jako Summer Encounter.                                               |
| Syntax Party                                  | Australia, Melbourne                            | 2007–           |                                                                                      |
| Takeover                                      | Holandia, Eindhoven                             | 1997–2001       |                                                                                      |
| The Party                                     | Dania, Aars                                     | 1991–2002       |                                                                                      |